# Mimacraea luteomaculata
Mimacraea luteomaculata is een vlinder uit de familie van de Lycaenidae. De wetenschappelijke naam van de soort is voor het eerst geldig gepubliceerd in 1908 door Grünberg.